# Koersk-offensief 2024

Kaart van de invasie op 8 augustus 2024.

Op 6 augustus 2024, tijdens de Russisch-Oekraïense oorlog, begon de Oekraïense krijgsmacht een inval in de Russische Oblast Koersk, waar zij in botsing kwam met de Russische strijdkrachten en de Russische grenswacht. Volgens Rusland waren op 9 augustus minstens 1.000 troepen de grens overgestoken, gesteund door tanks en pantservoertuigen. Rusland riep in de regio’s Koersk en Belgorod de noodtoestand uit.
Op 15 augustus berichtte Oekraïne 1.150 km² Russisch territorium en 84 dorpen te bezetten, en een eerste commandopost te hebben ingericht. Ook werden de drie bruggen in de regio over de Sejm (bij Gloesjkovo, Zvannoje en Karyzj) opgeblazen.
Tegen 20 augustus had het Russische leger de situatie nog niet onder controle, maar werd de Oekraïense terreinwinst in Koersk marginaal, concludeerde de Amerikaanse denktank ISW.
Sinds de Russische invasie van Oekraïne in 2022 begon, waren er verschillende kleinere invallen in Rusland uitgevoerd door pro-Oekraïense milities. Oekraïne had deze invallen op de grond gesteund, maar directe betrokkenheid ontkend. De invasie in Koersk verraste zowel Rusland als de bondgenoten van Oekraïne. Het was de belangrijkste aanval over de grens sinds de invasie van 2022 en de eerste die voornamelijk werd uitgevoerd door reguliere Oekraïense strijdkrachten. Het was ook voor het eerst sinds de Tweede Wereldoorlog dat een buitenlands leger een deel van Rusland bezet.
In maart 2025 doofde het offensief uit: de Oekraïense generale staf bevestigde op 16 maart dat Oekraïense troepen zich hadden teruggetrokken uit Soedzja, de belangrijkste plaats in het veroverd gebied, en dit nadat Moskou op 13 maart de inname ervan had opgeëist.